# Teste do pezinho

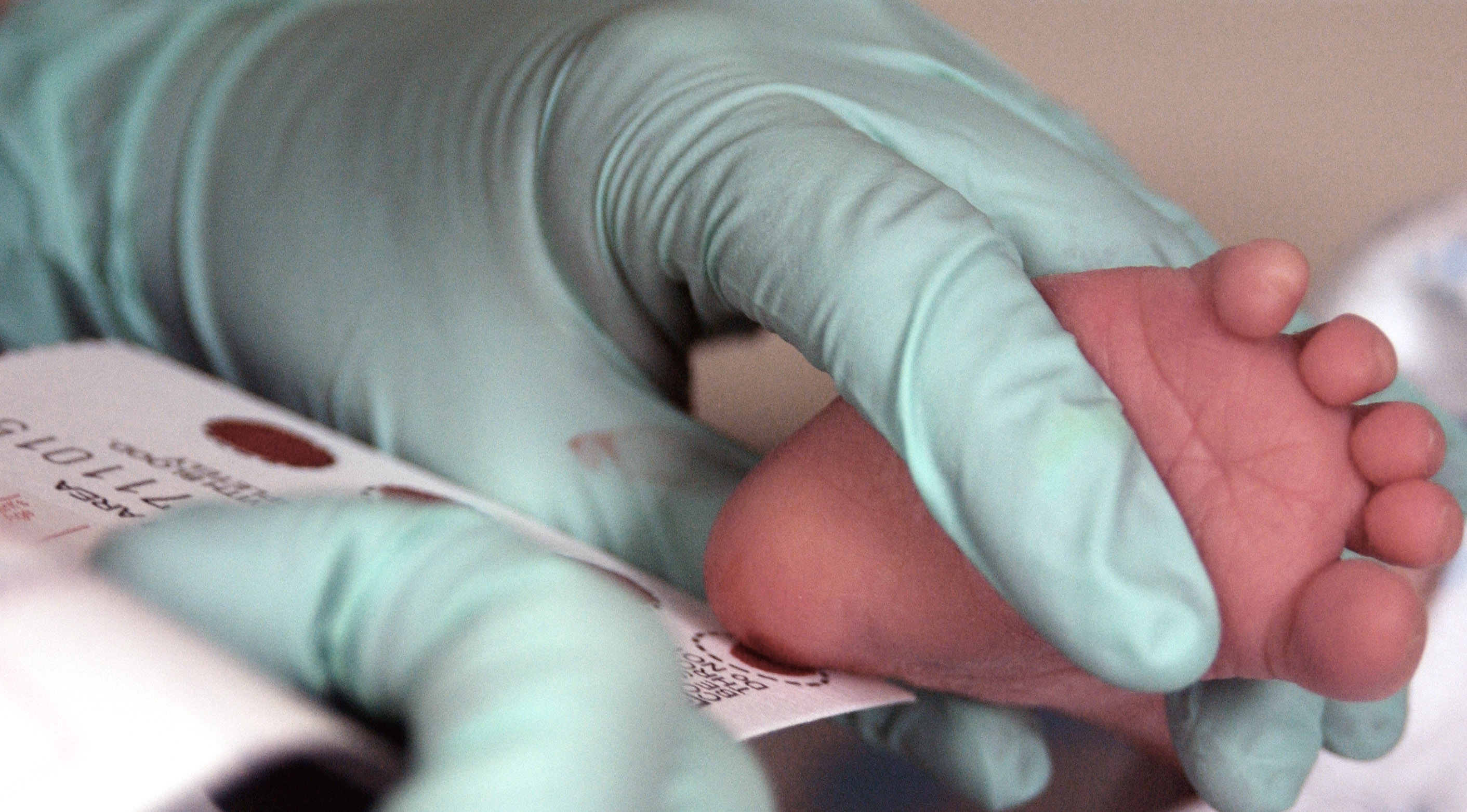

O teste do pezinho é um exame médico utilizado para o diagnóstico precoce de várias doenças, entre as quais fenilcetonúria, hipotireoidismo congênito, síndromes falciformes, fibrose cística, hiperplasia adrenal congênita e deficiência de biotinidase. O exame consiste na retirada de gotas de sangue do calcanhar do bebê.

## Realização
O primeiro passo consiste na obtenção de uma amostra de sangue através de uma picada no "pezinho" do recém-nascido, entre seu 3º e 5º dia de vida. O sangue é armazenado sob a forma de pequenas manchas num papel de filtro contido no cartão de Guthrie, que é posteriormente utilizado para os testes laboratoriais. Para diagnóstico de doenças congênitas entre elas: hipotireoidismo congénito (que se não diagnosticado pode levar a graus de demência extremas além de outras disfunções múltiplas), doenças hereditárias do metabolismo (dentre as quais a fenilcetonúria, várias tirosinemias, a homocistinúria, etc.), acidúrias orgânicas e doenças hereditárias da beta-oxidação mitocondrial dos ácidos gordos.
O teste do pezinho é um exame laboratorial considerado simples que tem o objetivo de detectar doenças congênitas, relacionadas a distúrbios do metabolismo e infecções que são realizadas pela analise de gotas de sangue do recém-nascido.
Este teste deverá ser feito com técnica asséptica e não deverá ser feita punção na região central do calcanhar, para que assim se evite a celulite e a osteomielite.